# Curling in Italia

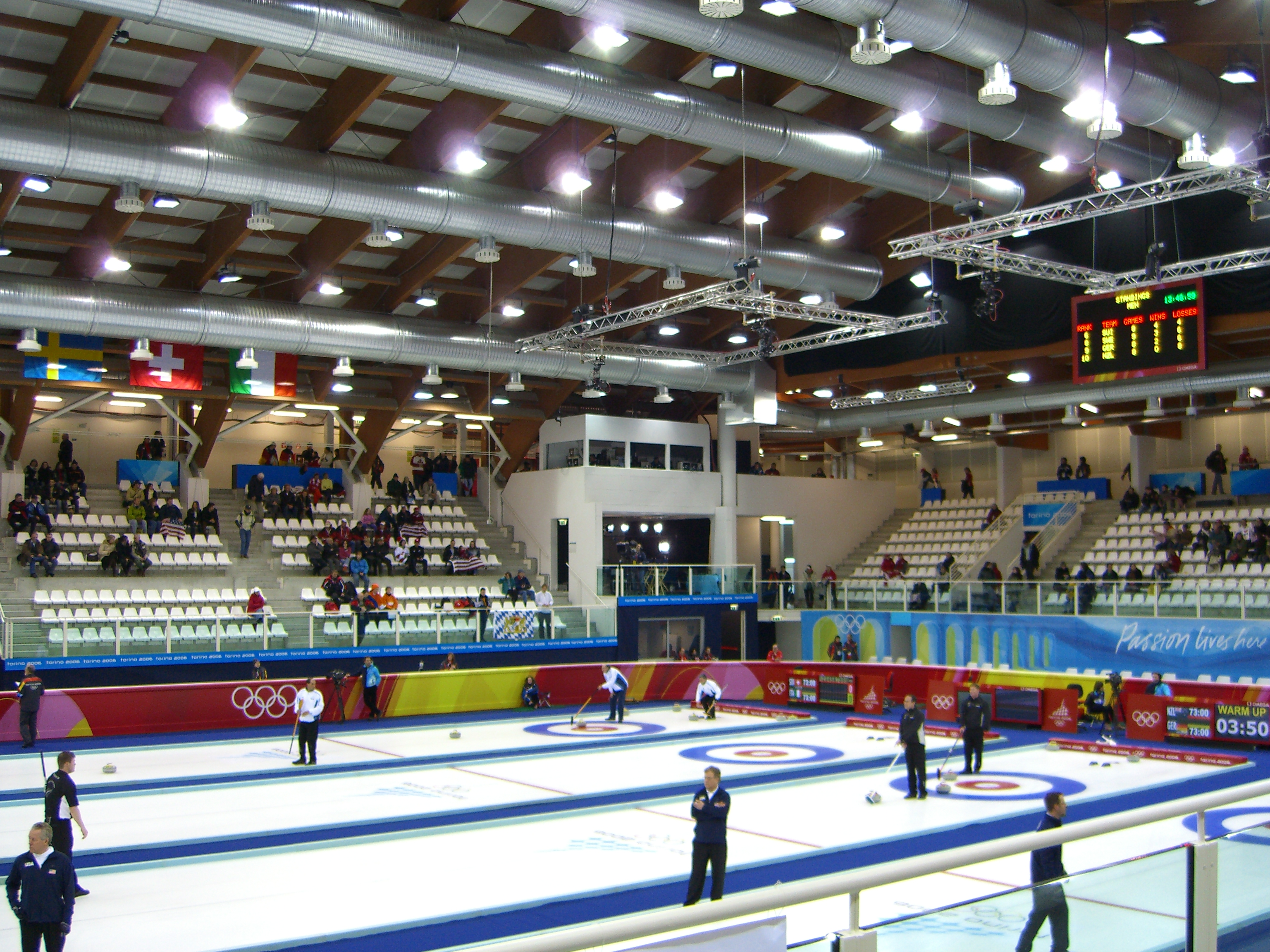
Il palaghiaccio di Pinerolo durante il torneo olimpico di curling di Torino 2006.

La pratica del curling in Italia ha avuto un luogo d'origine ben preciso: Cortina d'Ampezzo. Dopo una fugace apparizione nel periodo tra il 1925 ed il 1930, il curling è stato praticato regolarmente dal 1952 trovando nuovi appassionati soprattutto nelle regioni dell'arco alpino, e vedendo la nascita dei primi curling Club: il CC Cristallo e il CC Miramonti. Nel 1955 ebbe luogo la prima edizione del campionato italiano di curling. La nazionale italiana ha esordito ufficialmente ai mondiali del 1973, l'anno successivo partecipò al primo torneo riservato alle squadre europee, che nel 1975 divenne campionato europeo di curling. 
L'esordio olimpico è avvenuto con l'edizione di Torino 2006. Nello stesso anno, alle paralimpiadi di Torino 2006, il curling in carrozzina è stato inserito per la prima volta nel programma ufficiale della manifestazione.
Nel 2022 con l'oro ottenuto ai Giochi olimpici invernali di Pechino dalla nazionale di doppio misto il curling italiano ha conquistato la sua prima medaglia olimpica e la sua prima medaglia d'oro.

## Organizzazione
Il curling fa parte ufficialmente della Federazione Italiana Sport del Ghiaccio (FISG), ad è organizzato a livello locale con delle associazioni sportive che riuniscono i Curling Club, spesso queste associazioni includono anche altre discipline sportive come l'hockey o il pattinaggio. L'associazione più importante a livello di Curling è L'Associazione Curling Cortina (ACC), che riunisce e rappresenta i club di Cortina d'Ampezzo

## Club
La società in Italia con il maggior numero di medaglie d'oro nel campionato italiano assoluto di curling è il Curling Club 66 Cortina, con 19 scudetti (8 maschili e 11 femminili). La società sportiva con più titoli maschili è il Curling Club Dolomiti con 13 scudetti maschili e 3 femminili.
I club italiani più titolati sono:
- Curling Club Dolomiti
- Curling Club Tofane
- Curling Club 66 Cortina
- Curling Club New Wave
- Curling Club Olimpia
- Curling Club Anpezo
- Curling Club Tre Cime
- A.S.D. Trentino Curling
- Curling Club Lago Santo
- Curling Club Cembra 88
- Curling Club Claut
- Biella Curling Ice Club
- Sporting Club Pinerolo
- Fireblock a.s.d.
- Draghi Curling Club Torino ASD
- Curling Club Feltria A.S.D.

## Campionati
La FISG organizza annualmente dieci campionati italiani, ed assegna di conseguenza dieci titoli italiani:
- Campionato italiano assoluto maschile
- Campionato italiano assoluto femminile
- Campionato italiano junior maschile
- Campionato italiano junior femminile
- Campionato italiano master maschile
- Campionato italiano master femminile
- Campionato italiano misto
- Campionato italiano doppio misto
- Campionato italiano esordienti
- Campionato italiano ragazzi

## Nazionali
Annualmente la FISG presenta otto formazioni nazionali agli eventi organizzati dalla World Curling Federation.
- Nazionale maschile
- Nazionale femminile
- Nazionale junior maschile
- Nazionale junior femminile
- Nazionale mista
- Nazionale doppio misto
- Nazionale senior maschile
- Nazionale senior femminile

L'esordio della nazionale maschile fu ai campionati mondiali di curling disputati a Regina nel 1973; in quell'occasione l'Italia si piazzò al 9º posto. Il miglior risultato della nazionale maschile è il 3º posto conquistato ai campionati europei di curling disputati a Varese nel 1979.
L'esordio della nazionale femminile fu ai campionati europei di curling disputati a Megève nel 1975; in quell'occasione l'Italia si piazzò al 6º posto. Il miglior risultato della nazionale femminile è il 2º posto conquistato ai campionati europei di curling disputati a Kirkcaldy nel 1982, risultato bissato ai campionati europei di curling disputati a Basilea nel 2006.
L'esordio della nazionale junior maschile fu ai campionati mondiali junior di curling disputati a East York nel 1975; in quell'occasione l'Italia si piazzò al 9º posto.
L'esordio della nazionale junior femminile fu ai campionati europei junior di curling disputati a Copenaghen nel 1985; in quell'occasione l'Italia si piazzò all'8º posto.
Il miglior risultato della nazionale junior è il 2º posto conquistato ai Olimpiadi giovanili disputati a Innsbruck nel 2012.

## Eventi internazionali
Nell'aprile 2009 si sono svolti a Cortina d'Ampezzo i mondiali doppio misto, e nell'aprile del 2010, sempre a Cortina d'Ampezzo, i mondiali maschili.
Sempre a Cortina d'Ampezzo si svolge dal 1965 il Torneo Estivo Città di Cortina, il più importante e rinomato torneo di curling in Italia a cui partecipano annualmente 60 squadre, in gran parte straniere, da tutto il mondo, compresi atleti olimpionici e pulirimedagliati di questo sport come Anette Norberg o Andrea Schöpp.